# Undisputed Attitude
Undisputed Attitude ist ein Coveralbum der Thrash-Metal-Band Slayer. Es erschien am 28. Mai 1996 bei American Recordings und wurde von Slayer, Rick Rubin und Dave Sardy produziert. Das Album ist bis auf Platz 45 in den deutschen Album-Charts gestiegen.

## Entstehungsgeschichte
Undisputed Attitude wurde in den Capital Studios in Los Angeles mit dem Produzenten Dave Sardy aufgenommen, während Reign-in-Blood-Produzent Rick Rubin die ausführende Produktion steuerte. Der Grund für die Aufnahme eines Coveralbums war hauptsächlich Gitarrist Kerry King. Ursprünglich sollte es Heavy-Metal-Klassiker von anderen klassischen Bands wie Judas Priest, UFO, Deep Purple enthalten, die Slayer beeinflussten. Ebenso wurde überlegt, Material der Psychedelic-Rock-Band The Doors zu covern, da sie Slayers Sänger/Bassisten Tom Araya eine Inspiration sind.
Die Songs Ddamm (Drunk Drivers Against Mad Mothers) und Can’t Stand You waren vorher unveröffentlichte Lieder, die zwischen 1984 und 1985 von Gitarrist Jeff Hanneman in seinem Nebenprojekt Pap Smear mit Slayer-Schlagzeuger Dave Lombardo und Suicidal-Tendencies-Gitarrist Rocky George geschrieben hatte. Das The-Stooges-Cover I Wanna Be Your Dog wurde in I’m Gonna Be Your God umbenannt.

## Kontroverse
Insbesondere in Deutschland sorgte das Minor-Threat-Cover Guilty of Being White für Kontroversen. Der Text handelt von umgekehrtem Rassismus vor dem Hintergrund der Sklaverei in Amerika und basiert auf Jugenderfahrungen des Minor-Threat-Sängers Ian MacKaye. Slayer fügten als letzte Zeile guilty of being right ein, was übersetzt so viel wie ‚schuldig im Recht zu sein‘ heißt. Tom Araya bestreitet eine rassistische Interpretation und verweist auf seinen eigenen Migrationshintergrund. Minor Threat selbst waren nicht sehr begeistert von der neuen Version.

## Titelliste
1. Disintegration / Free Money (Verbal Abuse) – 1:41
2. Verbal Abuse / Leeches (Verbal Abuse) – 1:58
3. Abolish Government / Superficial Love (T.S.O.L.) – 1:48
4. Can’t Stand You (Hanneman) – 1:27
5. Ddamm (Hanneman) – 1:01
6. Guilty of Being White (Minor Threat) – 1:07
7. I Hate You (Verbal Abuse) – 2:16
8. Filler / I Don’t Want to Hear It (Minor Threat) – 2:28
9. Spiritual Law (D.I.) – 3:00
10. Mr. Freeze (Dr. Know) – 2:24
11. Violent Pacification (D.R.I.) – 2:38
12. Richard Hung Himself (D.I.) – 3:22
13. I’m Gonna Be Your God (The Stooges’ I Wanna Be Your Dog) – 2:58
14. Gemini (Araya/King) – 4:53

Die europäischen und japanischen Albumversionen enthalten außerdem den Song Sick Boy (Original von GBH), zwischen Spiritual Law und Mr. Freeze. Die japanische Version enthält zudem das Lied Memories of Tomorrow, ursprünglich von Suicidal Tendencies.

## Singleauskopplungen
Es erschien eine Split-Single zusammen mit TSOL. Auf der Slayer-Seite befindet sich das Cover-Medley vom Album, auf der TSOL-Seite befindet sich das Lied Superficial Love. Des Weiteren wurde die 1-Track-Single I Hate You ausgekoppelt.

## Live Intrusion EP
Die EP Live Intrusion lag der Limited Edition des Albums bei. Sie sollte der Promotion des Livevideos dienen und enthält drei live eingespielte Lieder. Darunter befindet sich die Venom-Coverversion Witching Hour.

### Titelliste
1. Witching Hour – 3:00
2. Divine Intervention – 5:09
3. Dittohead – 2:41